# Ронкони (Верона)
Ронкони је насеље у Италији у округу Верона, региону Венето.
Према процени из 2011. у насељу је живело 93 становника. Насеље се налази на надморској висини од 957 м.